# Éliane Tillieux
Éliane Tillieux (Namen, 25 april 1966) is een Belgische politica voor de PS. Zij was van 2020 tot 2024 de eerste vrouwelijke voorzitter van de Kamer van volksvertegenwoordigers.

## Levensloop
In 1989 behaalde Tillieux een licentiaat in de vertaalkunde aan het ISTI in Brussel en in 1993 een master in public management aan de École commerce de Solvay van de ULB. Daarnaast behaalde ze in 1992 een certificaat in boekhouden aan het Instituut voor Handelsonderwijs in Namen.
Na haar studies werkte Tillieux tijdelijk als lesgeefster in de Germaanse talen aan het Institut Félicien Rops in Namen en was ze van 1989 tot 1990 bankbediende bij de Generale Bank. In 1990 was ze vervolgens enkele maanden aan de slag als secretaresse-vertaalster bij het Europees Instituut voor Normalisatie en daarna was ze van 1990 tot 2004 directeur van de klantendienst en de commerciële afdeling van de Waalse Watermaatschappij.
Eind jaren '90 werd Tillieux politiek actief voor de PS en van 2000 tot 2004 was ze voor de partij provincieraadslid van Namen. In juni 2004 werd Tillieux voor het arrondissement Namen verkozen in het Waals Parlement en het Parlement van de Franse Gemeenschap, waar ze zich toelegde op de dossiers rond onderwijs, ziekenhuizen en werk. Bij de verkiezingen van 2009 en die van 2014 werd ze herkozen in deze assemblees. Sinds oktober 2006 zetelt Tillieux eveneens in de gemeenteraad van Namen, waar ze van 2012 tot 2020 fractievoorzitter was voor haar partij.
Na de Waalse verkiezingen van 2009 werd Tillieux minister van Gezondheid, Sociale Actie en Gelijke Kansen in de Waalse Regering, hetgeen ze bleef tot in 2014. In deze functie werkte ze onder andere een globaal plan uit voor gelijke kansen, voorzag ze extra middelen voor de opvanginfrastructuur voor personen met een handicap en voerde ze een herschikking door van de medische centra. Daarnaast creëerde ze duizend extra bedden in de rusthuizen en sociale dienstcentra. Daarna was ze van 2014 tot 2017 Waals minister van Werk van Vorming. Na de coalitiewissel in de Waalse Regering in juli 2017 verloor Tillieux haar ministerfuncties en werd ze weer regionaal parlementslid.
Bij de verkiezingen van mei 2019 werd Tillieux verkozen in de Kamer van volksvertegenwoordigers, waar ze ondervoorzitter werd van de commissie Gezondheid en Gelijke Kansen. Als gevolg van de vorming van de regering-De Croo werd ze in oktober 2020 de eerste vrouwelijke voorzitter van de Kamer van volksvertegenwoordigers. Ze bleef voorzitter van de Kamer tot aan de verkiezingen van juni 2024. Bij die verkiezingen werd Tillieux opnieuw verkozen voor het Waals Parlement en trad zo ook toe tot het Parlement van de Franse Gemeenschap.